# حديقة راما
حديقة راما
غلاف الطبعة الأميركية الأولى
المؤلف جينتري لي وآرثر كلارك
تغطية الفنان بول سوندسن
اللغة الإنجليزية
سلسلة راما
النوع الخيال العلمي
الناشر جولانز (المملكة المتحدة)
```
بانتام سبيكترا (الولايات المتحدة)
```

تاريخ النشر 26 سبتمبر 1991
نوع الوسائط طباعة (غلاف)
صفحة 384
حديقة راما هي رواية صدرت عام 1991 من قبل جنتري لي وآرثر كلارك. انه الكتاب الثالث في سلسله راما المكونة ممن اربعه كتب: موعد مع راما، راما الثاني، حديقة راما، واكتشاف راما. ويتابع من حيث انتهى راما الثاني.
خلاصه الرواية يتناول الكتاب القصة بعد تسعة أشهر من نهاية راما الثاني. يتابع الكتاب قصة ثلاثة رواد فضاء من البعثة الاستكشافية في راما الثانية الذين حوصروا على متن المركبة الفضائية الغريبة الأسطوانية، راما الثاني، متجهة نحو الفضاء السحيق. على طول الرحلة، وُلد خمسة أطفال. سايمون تاسو ويكفيلد، وكاثرين كولين ويكفيلد، وإليانور جوان ويكفيلد، وبنجامين ريان أوتول، وباتريك إيرين أوتول، هم أبناء نيكول دي جاردينز من علاقاتها مع ريتشارد ويكفيلد ومايكل أوتول. هؤلاء الأطفال أصبحوا فيما بعد شخصيات رئيسية في اكتشاف راما بعد رحلة استغرقت اثني عشر عامًا، وصلوا بالقرب من محيط النجم سيروس، حيث تلتقي الثمانية مع عقدة رامان.
في العقدة يخضعون لاختبارات فسيولوجية لمده عام بينما يتم تجديد راما، ويتم إعادتهم في النهاية إلى النظام الشمسي. وهذه المرة لجمع ما يزيد عن الفي شخص من ممثلي من يدافع عن الإنسانية. وكاله الأرض، والمعروفة باسم ISA.
تتلقى رساله من راما تطلب الفي شخص. بناء على استلام الرسالة، مع بقاء الرسالة سريه وتحت عنوان مستعمره مارتن الجديدة، يبدا جهاز الأمن الداخلي بالحصول على حمولته. جهاز الأمن الداخلي يختار عدد محدود من ممثليهم، وفي الوقت نفسه يجمعون المدانين بشكل انتقائي ويعدونهم بالحرية إذا تم اختيارهم ليكونوا مستعمرين.
تنقسم الحمولة إلى ثلاث سفن: نينا، بينتا، وسانتا ماريا (أسماء تعود إلى سفن كريستوفر كولومبوس نينا، بينتا وسانتا ماريا) التي تصل بالتتابع إلى راما. عند هذه النقطة، يعتقد المستعمرين ان كل شيء هو مجرد خدعه (على الرغم من الحجم الهائل لراما) التي انشأتها ISA. ومع ان نغمه الاستياء كانت باديه عليهم لدى وصولهم، راما تعود إلى الفضاء بحمولة جديده.
سرعان ما استولت مجموعه عدوانيه من البشر، بقياده رئيس الغوغاء على المستعمرة الإنسانية وبدأت حربا من الدمار ونشر الاشاعات ضد أحد الاجناس الأخرى التي تحتل المركبة الفضائية الضخمة. يجد رواد الفضاء الاصليون انفسهم واطفالهم عاجزين عن منع الإبادة الجماعية. ومع ذلك، فإن السلوك العدواني للجنس البشري لا يلاحظه أحد: فصنف آخر، غير معروف للبشر، يلاحظ سلوكه ويبدأ في التفكير في هجوم مضاد محتمل.
في هذه الأثناء، يحدد راما الثالث أن التصعيد التام للنزاع وشيك وينقل إشارة الطوارئ إلى منشئيها القدامى. وينتهي الكتاب بصلابة، عشية إعدام أحد رواد الفضاء الأصليين.
كتب في السلسة:
.موعد مع راما (1972)
. راما الثاني (1998)
.حديقة راما (1991)
. اكتشاف راما (1993)
كتب جينتري لي أيضًا روايتين أخريين وضعتا في نفس راما الكون.
الرسل المشرقة (1996)
ليلة مزدوجة اكتمال القمر (2000)

## روابط خارجية
- ُحديقة راما عنوان مُدرج في قاعدة بيانات الخيال التأملي على الإنترنت